# Ryszard Szymczak

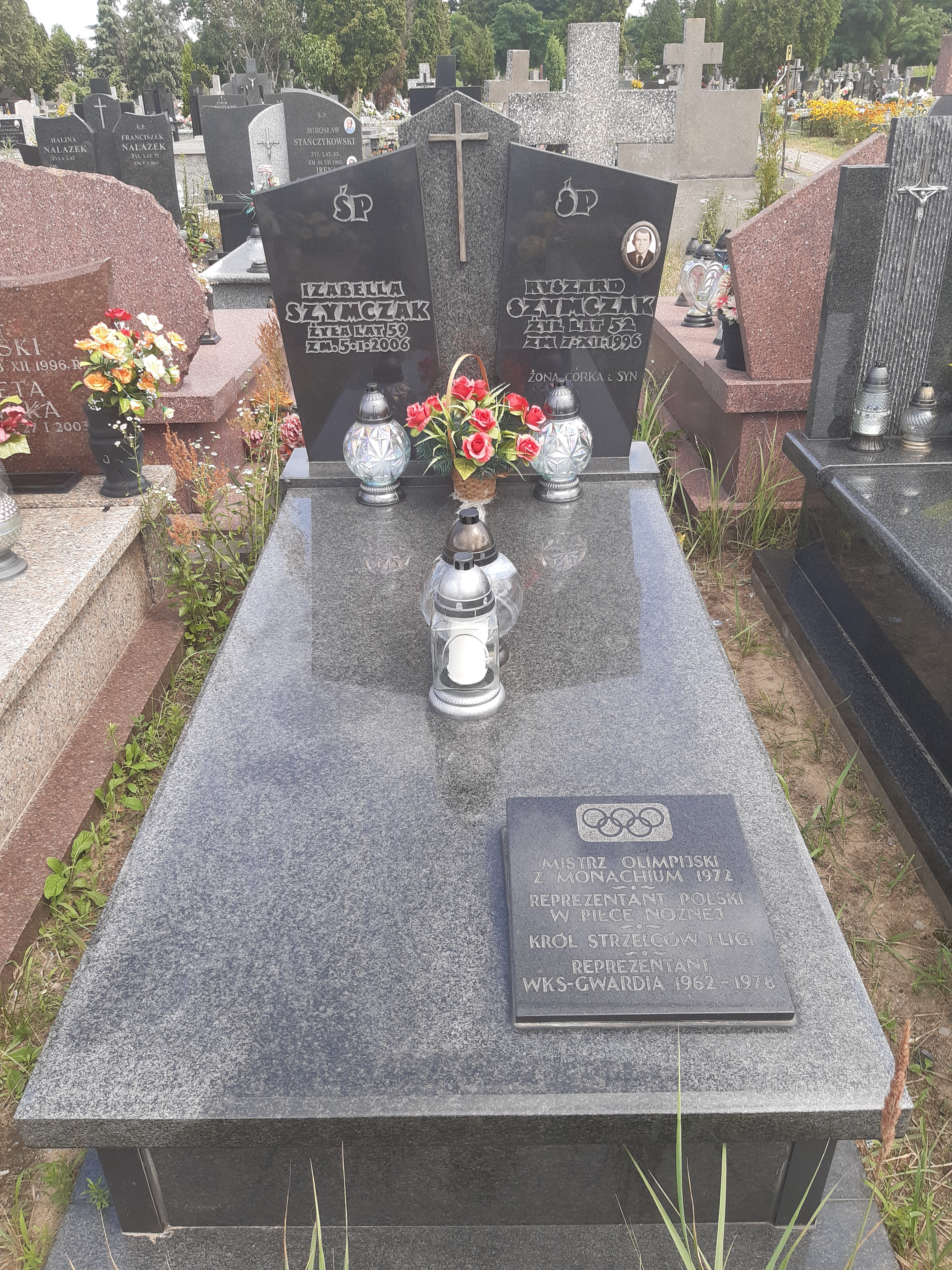
Grób Ryszarda Szymczaka na cmentarzu żbikowskim w Pruszkowie

Ryszard Władysław Szymczak (ur. 14 grudnia 1944 w Pruszkowie, zm. 7 grudnia 1996 w Warszawie) – piłkarz polski grający na pozycji napastnika, mistrz olimpijski.

## Rodzina
Ryszard Władysław Szymczak pochodził z Pruszkowa, urodził się w rodzinie Jana Szymczaka i Antoniny Niewiadomskiej. Miał troje rodzeństwa: braci – Tadeusza Jana Szymczaka (1929–2000), Stanisława Antoniego Szymczaka (1931–2016) oraz siostrę Annę Szymczak (1934–1990), po mężu Skorupińską. Żoną Ryszarda Szymczaka była Izabella Mieczysława Kaskiewicz (1946–2006). Z ich związku urodziło się dwoje dzieci: Renata i Marcin.

## Kariera
Był członkiem reprezentacji Polski podczas turnieju piłkarskiego na olimpiadzie w Monachium 1972, gdzie wraz z drużyną narodową zdobył złoty medal olimpijski. Ryszard Szymczak wystąpił w dwóch spotkaniach (w tym finałowym z Węgrami), przy czym były to jego jedyne mecze w reprezentacji. Po olimpiadzie w Monachium PZPN wydał medal okolicznościowy między innymi z podpisem Kazimierza Górskiego, Kazimierza Deyny, Ryszarda Szymczaka, Lesława Ćmikiewicza oraz Roberta Gadochy.
Wychowanek Znicza Pruszków (1956–1961), występował także w Gwardii Warszawa (1962–1974 i 1977–1978) oraz francuskim FC Boulogne (1974–1977). W 1972 Ryszard Szymczak został królem strzelców I ligi (1972) z dorobkiem 16 goli.
W barwach stołecznej Gwardii, której był podporą, w 10 sezonach ligowych (1963-1966, 1968, 1970-1974) rozegrał 213 meczów strzelając 69 bramek.

## Sukcesy
Krajowe
- 3. miejsce w I lidze (obecnie ekstraklasa) z Gwardią Warszawa – 1972/73.
- Finał Pucharu Polski z Gwardią Warszawa – 1973/74.

Międzynarodowe
- Mistrzostwo Olimpijskie – Monachium 1972
- 1/8 finału Pucharu Zdobywców Pucharów z Gwardią Warszawa- 1974/75.

## Kariera trenerska
Po zakończeniu kariery zawodniczej został trenerem grupy młodzieżowej i asystentem trenerów w Gwardii, współpracował z kadrą narodową do lat 21 (1983), a także był trenerem Polonezu Warszawa (1988). Posiadał uprawnienia trenera piłkarskiego II klasy.

## Pochówek
Ryszard Szymczak został pochowany na cmentarzu żbikowskim w Pruszkowie koło Warszawy.

## Odznaczenia
- Złoty Medal za Wybitne Osiągnięcia Sportowe
- Złoty Krzyż Zasługi (1972)[11][9]
- Złota Odznaka PZPN (wrzesień 1972)[12].